# Greetings, Miss World!
Greetings, Miss World! er en dansk eksperimentalfilm fra 1996, der er instrueret af Carsten Sparwath efter eget manuskript.

## Handling
En invitation til det berømte Frøken Verden Show 1996 som Bøssehuset i København afholdt 28. juni i Den Grå Hal på Christiania. En overdekoreret kombination af gal flytteanimation og udklædte mænd, som forførerisk lokker det måbende publikum til det fantastiske show.